# Шильнебашское сельское поселение
Шильнебашское се́льское поселе́ние — муниципальное образование в Тукаевском районе Татарстана Российской Федерации.
Административный центр — село Шильнебаш.
Шильнебашское сельское поселение расположено в 15 км к востоку от города Набережные Челны. Через территорию сельского поселения проходит автодорога М-7 Москва — Уфа (на расстоянии от с. Шильнебаш — 4 км, от д. Тогаево — 1 км). Ближайшие железнодорожная станция и речной порт находятся в г. Наб. Челны.
На расстоянии 1 км от с. Шильнебаш расположен лесной массив Татарстанского лесничества, на расстоянии 200 метров сосновая посадка. По территории поселения протекают речки в с. Шильнебаш — Шильнинка, в д. Тогаево — Камышла.

## История
Сельский совет создан 1930-е годы. В 1959 году сельсовет был ликвидирован и деревни присоединили к Князевскому сельсовету.
В январе 1977 года на основании Указа Президиума Верховного Совета народных депутатов Татарской ССР, по предложению исполнительного комитета Тукаевского районного Совета народных депутатов был образован Шильнебашский сельский Совет в составе населенных пунктов село Шильнебаш и д. Тогаево. В то время население обоих сел составляло 567 человек, которые проживали в 174 хозяйствах.

## Население
| 2010  | 2011  | 2012  | 2013  | 2014  | 2015  | 2016  |
| ----- | ----- | ----- | ----- | ----- | ----- | ----- |
| 1034  | ↗1036 | ↗1068 | ↗1111 | ↗1152 | ↗1196 | ↘1193 |
| 2017  | 2018  |       |       |       |       |       |
| ↗1251 | ↗1259 |       |       |       |       |       |

## Состав сельского поселения
| № | Населённый пункт | Тип населённого пункта       | Население |
| - | ---------------- | ---------------------------- | --------- |
| 1 | Тогаево          | деревня                      |           |
| 2 | Шильнебаш        | село, административный центр |           |